# Rezolucja Rady Bezpieczeństwa ONZ nr 152
Rezolucja Rady Bezpieczeństwa ONZ nr 152 została przyjęta jednomyślnie 23 sierpnia 1960 r.
Po przeanalizowaniu wniosku Konga o członkostwo w Organizacji Narodów Zjednoczonych, Rada zaleciła Zgromadzeniu Ogólnemu przyjęcie tego państwa do swojego grona.

## Źródło
- UNSCR - Resolution 152